# 布爾茲鄉
46°54′00″N 22°43′00″E / 46.9°N 22.7167°E
布爾茲鄉（羅馬尼亞語：Comuna Bulz, Bihor），是羅馬尼亞的鄉份，位於該國西北部，由比霍爾縣負責管轄，面積99平方公里，海拔高度680米，2007年人口2,175，人口密度每平方公里22人。